# Éditions des archives contemporaines
Pour les articles homonymes, voir EAC.
Les Éditions des archives contemporaines (EAC) sont une maison d'édition française créée en 1972.
Elle appartient à la société Contemporary Publishing International.
Elle intègre les Éditions scientifiques GB (Gordon & Breach).

## Domaines d'édition
- Histoire des sciences et techniques
- Sociologie, ethnologie, anthropologie
- Philosophie
- Neurosciences, sciences cognitives, communication
- Médical, santé
- Sciences de l'univers
- Physique, mathématiques, informatique
- Économie, politique, droit
- Sciences du langage, didactique des langues et des cultures
- Sciences de la Terre, environnement

## Coopération avec les instances de la Francophonie
Les Éditions des archives contemporaines collaborent avec l'Agence universitaire de la Francophonie sur diverses coéditions.
- Aspects, Revue d'études francophones sur l'État de droit et la démocratie[3]
- Philippe Blanchet, Patrick Chardenet, Guide pour la recherche en didactique des langues et des cultures[4]
- Jean-Pierre Cuq, Patrick Chardenet (dir.), Faire vivre les identités, Un parcours en Francophonie

Ce livre réunit quelques-unes des communications données à Québec en 2008 à l'occasion du congrès mondial de la Fédération internationale des professeurs de français.

### Éducation et prévention des maladies chroniques
- livrets pédagogiques « Éducation et prévention des maladies chroniques » (EPMC)[5]